# Pákistán na Letních olympijských hrách 2008
Pákistán se účastnil Letní olympiády 2008. Zastupovalo ho 21 sportovců ve 4 sportech. Pákistán nezískal žádnou medaili.